# 三沢局
三沢局（みさわのつぼね、慶長16年（1611年） - 明暦2年3月30日〈1656年4月24日〉）は、近江小室藩主・小堀政一の側室で、江戸幕府4代将軍・徳川家綱の乳母。名は茂子。

## 生涯
三沢為毗あるいは溝尾茂朝（同一人物か）の娘。茶人大名として名高い小堀政一の側室となり、寛永18年（1641年）に五男の政貞を出産した。同年、徳川家光に嫡男・家綱（幼名・竹千代）が生まれたことから、春日局の推挙によって家綱の乳母として召し出された。慶安3年（1650年）9月に家綱が将軍世子となるに及んで西の丸御殿に移り、翌4年に家綱が4代将軍に就任すると御年寄に昇進し、本丸御殿へ移った。三沢局と称して現米50石、月俸10口を賜り、同じく家綱付きの御年寄であった矢島局、川崎（真現院）と共に大奥で重きをなした。
「御府内備考続編」には『大樹十六歳の御としまで猶片時も御側をはなれ奉らす給仕奉公志給』とあり、長らく家綱に仕えていたが、明暦2年（1656年）3月30日に病没した。万治元年（1658年）、三沢局の生前の願いにより、深川（東京都江東区）に浄心寺が開基された。三沢局は同寺に葬られ、戒名を「浄心院殿妙秀日求大姉」という。
なお、三沢局の兄・三沢惣左衛門信政は局が逝去した同年12月に召し出され、500俵を与えられている。